# Wābāgai
Wābāgai är en ort i Indien.   Den ligger i distriktet Thoubal och delstaten Manipur, i den östra delen av landet, 1 700 km öster om huvudstaden New Delhi. Wābāgai ligger 776 meter över havet och antalet invånare är 6 739.
Terrängen runt Wābāgai är huvudsakligen platt, men söderut är den kuperad. Runt Wābāgai är det tätbefolkat, med 591 invånare per kvadratkilometer. Närmaste större samhälle är Kakching, 5,7 km sydost om Wābāgai. Trakten runt Wābāgai består till största delen av jordbruksmark.